# Eryciniolia purpurapunctata
Eryciniolia purpurapunctata là một loài nhện trong họ Tetragnathidae.
Loài này thuộc chi Eryciniolia. Eryciniolia purpurapunctata được miêu tả năm 1889 bởi Urquhart.